# Liste der Kulturgüter in Hautemorges
Die Liste der Kulturgüter in Hautemorges enthält alle Objekte in der Gemeinde Hautemorges im Kanton Waadt, die gemäss der Haager Konvention zum Schutz von Kulturgut bei bewaffneten Konflikten, dem Bundesgesetz vom 20. Juni 2014 über den Schutz der Kulturgüter bei bewaffneten Konflikten sowie der Verordnung vom 29. Oktober 2014 über den Schutz der Kulturgüter bei bewaffneten Konflikten unter Schutz stehen.
Objekte der Kategorie A sind im Gemeindegebiet nicht ausgewiesen, Objekte der Kategorie B sind vollständig in der Liste enthalten, Objekte der Kategorie C fehlen zurzeit (Stand: 13. Oktober 2021).

## Kulturgüter
| Foto |                                                                                       | Objekt | Kat. | Typ | Standort                                      | Beschreibung |
| ---- | ------------------------------------------------------------------------------------- | --- | ---- | --- | --------------------------------------------- | ------------ |
| ja   | Datei hochladen · Wikidata zu Reformierte Kirche Saint-Pierre de Pampigny (Q15958559) | Reformierte Kirche Saint-Pierre / Église réformée Saint-Pierre KGS-Nr.: 6399                                              | B    | G   | Pampigny, Crêt de l’Église 522613 / 159442    |              |
| BW   | Datei hochladen · Wikidata zu (Q29891525)                                             | Schloss Sévery mit Nebengebäude und Turm KGS-Nr.: 6473                                                                    | B    | G   | Sévery, Route du Château 523395 / 158594      |              |
| BW   | Datei hochladen · Wikidata zu (Q29890478)                                             | Bois de Duin, Felsritzungen unbekannter Zeitstellung / Bois de Duin, pierres à cupules de période inconnue KGS-Nr.: 14551 | B    | F   | Apples 520868 / 157060                        |              |
| BW   | Datei hochladen                                                                       | Pfarrhaus / Cure KGS-Nr.: 14714                                                                                           | B    | G   | Pampigny, Crêt de l’Église 1 522579 / 159417  |              |
| ja   | Datei hochladen · Wikidata zu Schloss (Q15944592)                                     | Schloss Pampigny / Château de Pampigny KGS-Nr.: 14715                                                                     | B    | G   | Pampigny, Ruelle du Château 3 522613 / 159384 |              |